# Monique de Bruin
Monique de Bruin (ur. 8 lipca 1965 w Hoogland) – holenderska kolarka torowa i szosowa, srebrna medalistka szosowych oraz brązowa medalistka torowych mistrzostw świata.

## Kariera
Największy sukces w karierze Monique de Bruin osiągnęła w 1991 roku, kiedy wspólnie z Corą Westland, Astrid Schop i Monique Knol wywalczyła srebrny medal w drużynowej jeździe na czas podczas szosowych mistrzostw świata w Stuttgarcie. Inne jej szosowe sukcesy to wygrane w wyścigach krajowych, między innymi: Hel van het Mergelland w 1987 roku, Omloop van't Molenheike w 1989 roku, Amev Tijdrit w 1990 roku i Ursem w 1992 roku. Ponadto na rozgrywanych w 1988 roku torowych mistrzostwach świata w Gandawie de Bruin wywalczyła brązowy medal w wyścigu punktowym, ulegając jedynie Brytyjce Sally Hodge oraz Szwajcarce Barbarze Ganz. W 1988 roku zdobyła także srebrny medal w omnium na torowych mistrzostwach Holandii. Nigdy nie brała udziału w igrzyskach olimpijskich.